# Colombier-le-Vieux

Colombier-le-Vieux este o comună în departamentul Ardèche din sud-estul Franței. În 1 ianuarie 2022 avea o populație de 677 de locuitori.